# Mozart: Hegedűverseny No. 4
Wolfgang Amadeus Mozart No. 4-es D-dúr hegedűversenye (K. 218) a Salzburgban, 1775-ben komponált öt hegedűverseny közül való.
A hegedűverseny a klasszikus versenyműformának megfelelően háromtételes:
1. Allegro
2. Andante cantabile
3. Rondeau. Andante grazioso

Az előbbi darabokhoz képest itt a szólóhangszer kiemelkedő funkciójában mutatkozik fejlődés. A zenekar szövete egyszerűbb, a tutti nem „verseng” a szólóhegedűvel, hanem kíséri azt.
Az első tétel főtémája a francia hegedűversenyekre jellemző induló-motivikával kezdődik, a zenekari bevezetés után a szólóhangszer is ezzel mutatkozik be, a koncertáló szólamot azonban mindvégig elsősorban a dallamosság, a nyugodt következetességgel végigvitt melódiaívek, a kiegyenlített ritmika jellemzi. A lassú tétel itt is szerenád-hangulatú; a zenekar kürtjei és oboái adják ábrándos dallamosságának ezt a „szabadtéri”, csillagfényes színt és illatot. A rondó is megőrzött valamit az induló jellegből, bár feszességét játékosságba oldotta fel a komponista. Az Andante grazioso jelzésű, 2/4-es szakaszhoz utóhangként járul egy staccato-mozgású, 6/8-os Allegro ma non troppo: az epizódokat helyettesítő változatokban e két formarész együtt vesz részt.